# Kees van Buuren
Kees van Buuren (Lopik, 27 luglio 1986) è un ex calciatore olandese, di ruolo difensore.

## Carriera
Ha giocato nella prima divisione olandese.

## Palmarès

### Club

#### Competizioni nazionali
- Eerste Divisie: 1

Willem II: 2013-2014